# Litsea boerlagei
Litsea boerlagei är en lagerväxtart som beskrevs av André Joseph Guillaume Henri Kostermans. Litsea boerlagei ingår i släktet Litsea och familjen lagerväxter. Inga underarter finns listade i Catalogue of Life.